# Enfermés dehors
Pour plus de détails, voir Fiche technique et Distribution.
Enfermés dehors est un film français réalisé par Albert Dupontel et sorti en 2006.

## Synopsis
Un clochard trouve l'uniforme d'un policier qui s'est suicidé et s'en vêt pour manger à la cantine du commissariat. À la suite d'un quiproquo et fort de son nouvel uniforme, il croit qu'un bébé a été enlevé par un homme d'affaires compromis par ailleurs. Il met tout en œuvre pour remettre l'enfant, enlevé en réalité par ses grands-parents, à sa mère.

## Fiche technique
Sauf indication contraire, les informations mentionnées dans cette section peuvent être confirmées par les bases de données cinématographiques  présentes dans la section « Liens externes ».
- Réalisation : Albert Dupontel
- Scénario : Albert Dupontel et Guillaume Laurant
- Musique : Denis Barthe, Vincent Bosler, Ramon Pipin et Jean-Paul Roy
- Photographie : Benoît Debie
- Maquillage : Valérie Théry-Hamel
- Montage : Richard Leclers et Christophe Pinel
- Décors : Hervé Leblanc
- Costumes : Nathalie Guermah
- Pays de production :  France
- Langue originale : français
- Genre : comédie
- Format : couleur - 2,35:1 - 35 mm  - son Dolby
- Durée : 88 minutes
- Date de sortie :
  - France : 5 avril 2006

## Distribution
Sauf indication contraire, les informations mentionnées dans cette section peuvent être confirmées par les bases de données cinématographiques  présentes dans la section « Liens externes ».
- Albert Dupontel : Roland
- Claude Perron : Marie
- Nicolas Marié : Armand Duval-Riché
- Hélène Vincent : madame Duval, la grand-mère de Coquelicot
- Roland Bertin : monsieur Duval, le grand-père de Coquelicot
- Yolande Moreau : Gina
- Bouli Lanners : Youssouf
- Bruno Lochet : M'Burundé
- Philippe Duquesne : l'Indien
- Lola Arnaud : Coquelicot, la fille de Marie
- Dominique Bettenfeld : sergent Kur
- Serge Riaboukine: Jean-Pierre, le policier contestataire
- Yves Pignot : l'épicier
- Philippe Uchan : Jacques Duval-Riché
- Gilles Gaston-Dreyfus : président Bartel
- Patrick Ligardes : le conseiller de Bartel
- Édouard Montoute : le chauffeur de bus
- Terry Gilliam (Monty Python) : le faux bébé
- Terry Jones (Monty Python) : un clochard
- Jackie Berroyer : le client du sex-shop
- Gustave Kervern : le policier tatillon
- Micha Lescot : le jeune homme du panneau publicitaire
- Pascal Ternisien : le juge
- Vimala Pons : l'employée de FreshO

## Accueil

### Box-office
- France : 577 980 entrées en salles